# Loubillé
Loubillé ist eine französische Gemeinde mit 359 Einwohnern (Stand: 1. Januar 2022) im Département Deux-Sèvres in der Region Nouvelle-Aquitaine (vor 2016 Poitou-Charentes). Sie gehört zum Arrondissement Niort und zum Kanton Melle.

## Geographie
Loubillé liegt etwa 52 Kilometer südöstlich von Niort. Umgeben wird Loubillé von den Nachbargemeinden La Bataille im Norden, Valdelaume im Norden und Nordosten, Paizay-Naudouin-Embourie im Osten und Südosten, Couture-d’Argenson im Süden, Villemain im Süden und Südwesten sowie Aubigné im Westen.

## Bevölkerungsentwicklung
| Jahr                       | 1962 | 1968 | 1975 | 1982 | 1990 | 1999 | 2006 | 2019 |
| Einwohner                  | 511  | 459  | 405  | 363  | 354  | 356  | 365  | 400  |
| Quellen: Cassini und INSEE |      |      |      |      |      |      |      |      |

## Sehenswürdigkeiten

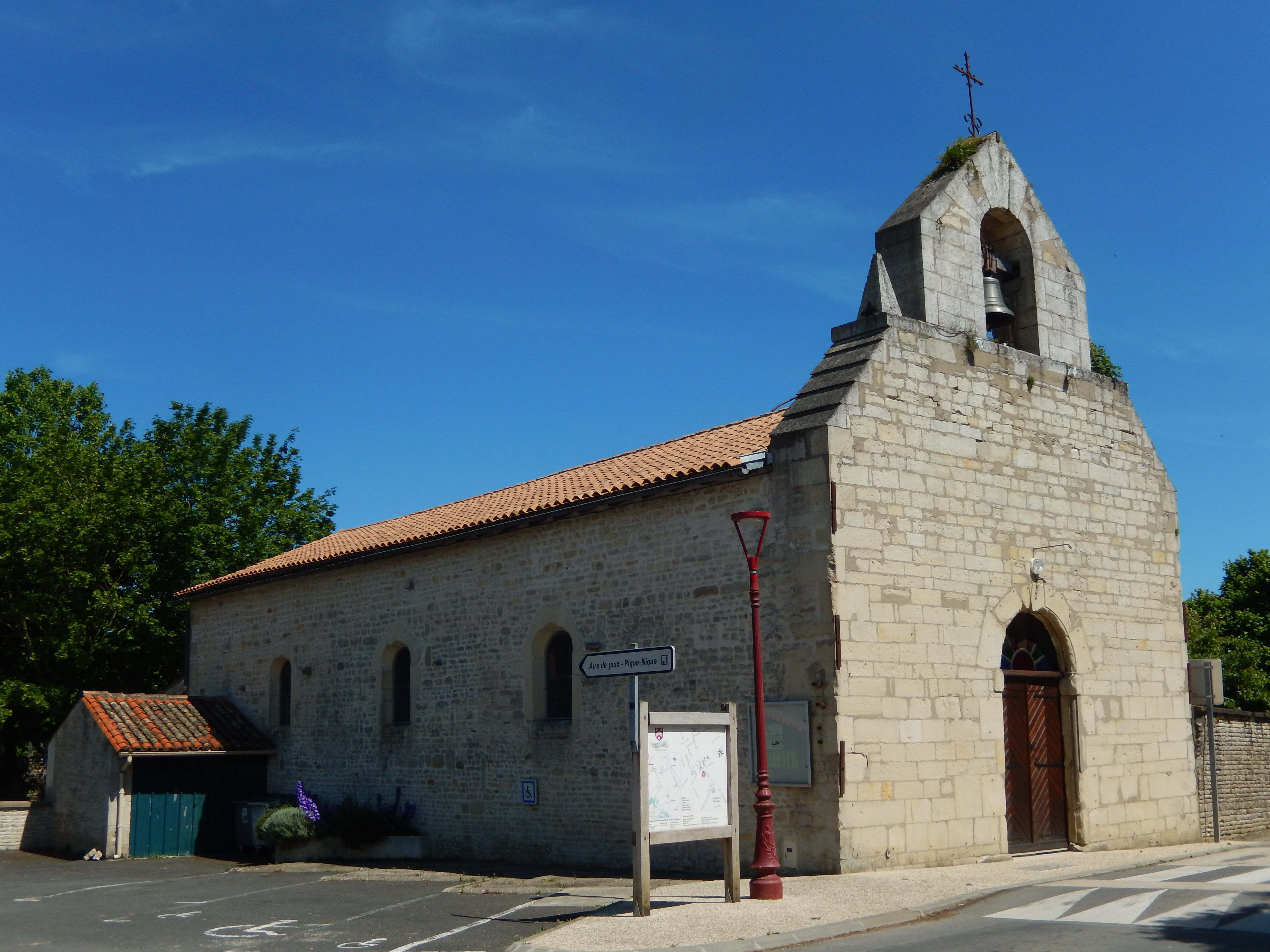
Kirche Saint-Saturnin

- Kirche Saint-Saturnin
- zwei ehemalige Waschhäuser